# Бухта Голландія
Голла́ндія (крим. Gollandiya körfezi) — бухточка, утворена вигином північного берега Севастопольської бухти в районі гирла балки Голландії, по якій і названа бухта. Розташована між Доковою і Сухарною бухтами.
Назва пов'язані з традиціями російських кораблебудівників. У Севастополі на початку XIX століття на березі гавані збудували склади лісоматеріалів для потреб флоту та назвали за аналогією з майданчиком у столиці Російської Імперії, який отримав схожу назву, бо корабельний ліс постачався з Голландії, крім того, перші майстри-корабелі були з тих країв.
У східній частині бухти знаходиться причал для катерів внутрішньоміських ліній пасажирських перевезень. У 1940-х роках акваторія бухти використовувалася як гідроаеродром, що мав назву «Севастополь I».